# تریس اشتاینمتز
تریس اشتاینمتز (به انگلیسی: Thérèse Steinmetz) (زاده ۱۷ می ۱۹۳۳) خواننده هلندی است.
او نماینده هلند در یوروویژن ۱۹۶۷ بود.